# Beka Burjanadze
Beka Burjanadze (georgiano:ბექა ბურჯანაძე) (Tbilissi, 3 de janeiro de 1994) é um basquetebolista profissional georgiano que atualmente joga pelo MoraBanc Andorra. O atleta que possui 2,01m de altura, atua como ala e tem carreira profissional desde 2011.

## Ligações Externas
- Beka Burjanadze no X